# Red River Valley Tornado

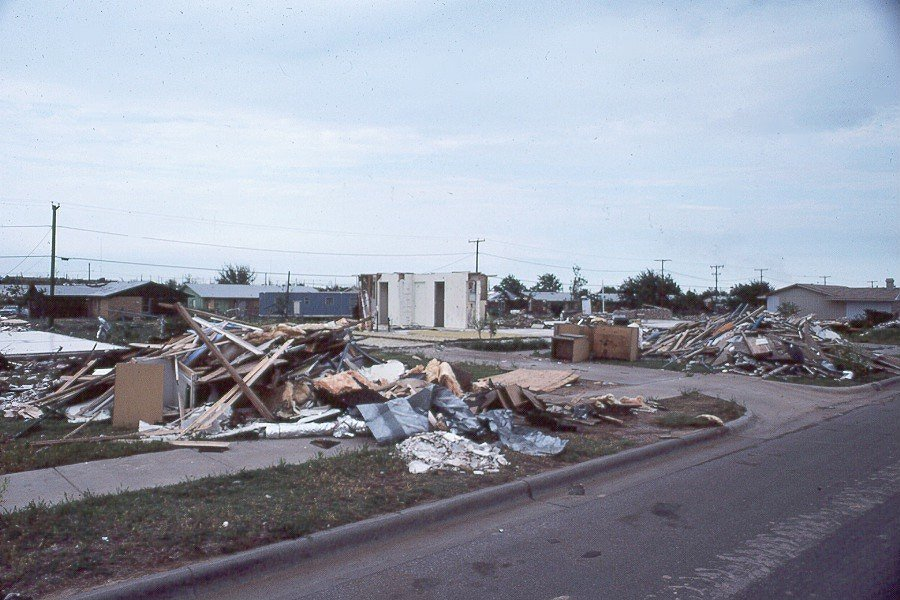
Schäden nach dem Tornado in Witchita Falls

Der Red River Valley Tornado war ein F4-Tornado, der am 10. April 1979 im nordwestlichen Texas und im südlichen Oklahoma aufgetreten war.
Bei dem Ereignis verloren 56 Menschen ihr Leben und 1.916 Menschen wurden verletzt. Er verursachte einen Schaden von 840 Millionen US-Dollar und gehört damit zu den zehn Tornados der USA mit den schwersten Schäden.